# SUMMER OF '21
「SUMMER OF '21」（サマー・オフ・トゥエンティーワン）は、日本の女性歌手・倖田來未の63枚目のシングル。mu-mo・ファンクラブ限定のみでの販売で2021年9月8日にrhythm zoneよりリリースされた。

## 解説
シングルCDとしては、前作「NEVER ENOUGH」以来4年9ヶ月ぶりでのリリース。「mu-mo shop」・ファンクラブ「倖田組」限定生産のみでCD+DVDの1形態でリリース。その為、通常での流通販売は行われない。このほか、アナログサイズジャケット仕様、アナログサイズ歌詞カード3種が封入されている。
本作は、デビュー20周年を締めくくりとして同年7月より3か月連続配信でリリースされた、「We'll Be OK」・「Doo-Bee-Doo-Bop」・「to be free」(同日配信)の3曲とインストゥルメンタル含め、全6曲が収録されている。

## 収録曲
全曲作詞：KODA KUMI

### CD
1. We'll Be OK [3:45]
作曲：Atsushi Shimada、Albin Nordqvist、Louise Frick Sveen
3ヶ月連続配信シングル第一弾
2. Doo-Bee-Doo-Bop [2:53]
作曲：UTA(TinyVoice, Production)、Hi-yunk(BACK-ON)
3ヶ月連続配信シングル第二弾
3. to be free [3:40]
作曲：T-SK、ADAM YARON、Imad Eljattari、Luigi Nabuurs、Pascal Oorts
3ヶ月連続配信シングル第三弾(同日リリース)
4. We'll Be OK -Instrumental-
5. Doo-Bee-Doo-Bop -Instrumental-
6. to be free -Instrumental-

### DVD[注 1]
We'll Be OK -Music Video-

## 収録アルバム・ライブ映像
- We'll Be OK

- Doo-Bee-Doo-Bop

- to be free